# 世界自閉症啓発デー

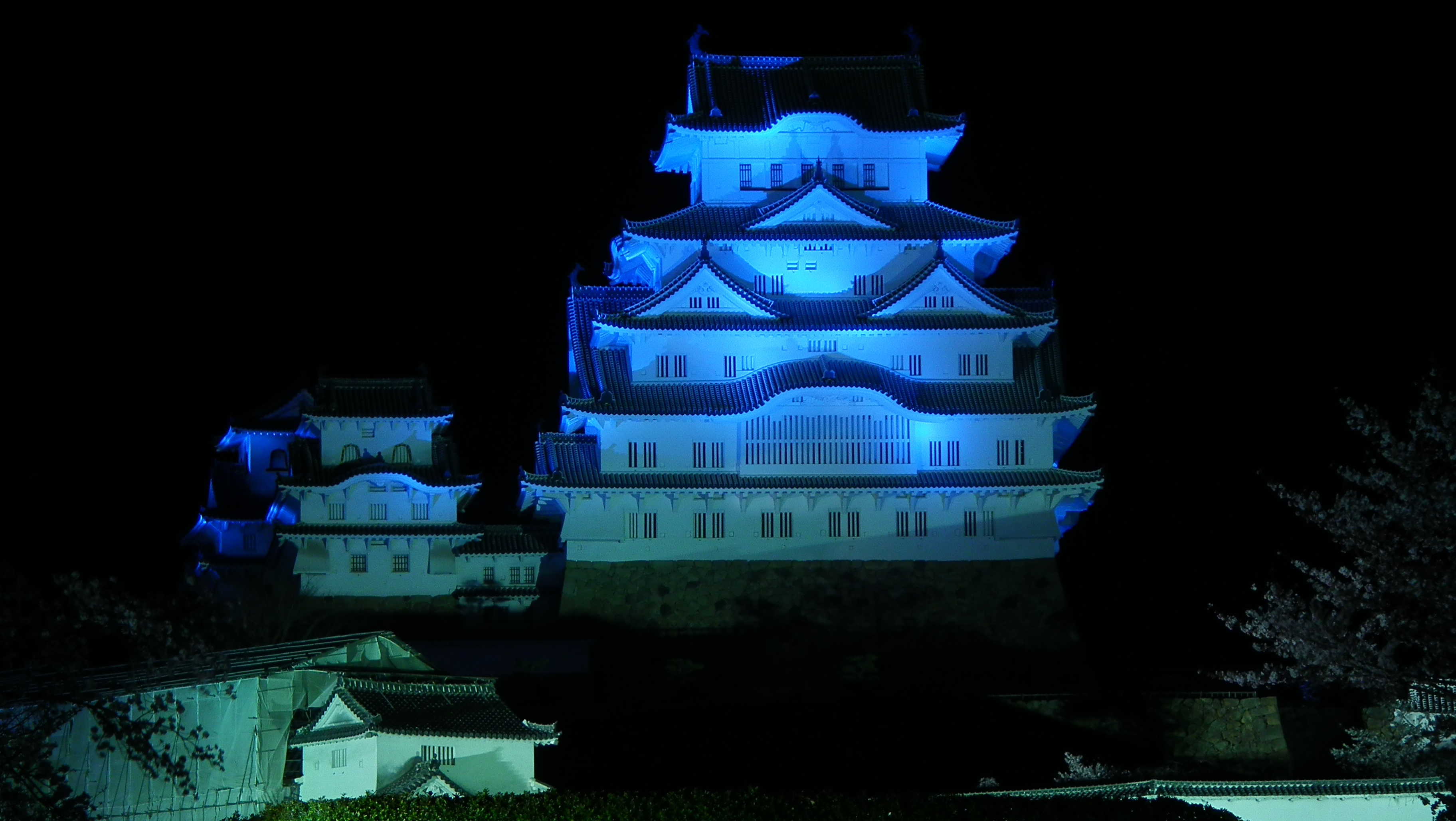
青色の光でライトアップされた姫路城

世界自閉症啓発デー（せかいじへいしょうけいはつデー、英：World Autism Awareness Day）は、国際連合が毎年4月2日に定めた、自閉症への啓発を目的とした記念日（国際デー）である。世界自閉症啓発デーはカタールの下院議員によって提案され、全ての加盟国の支持を得て国際連合総会第76回本会議において2007年12月18日に採択された（国際連合総会決議番号62/139）。
世界自閉症啓発デーである4月2日には世界各国で様々なイベントが行われており、2010年には、世界自閉症啓発デーを提唱したカタールがイスラエルと共同で世界自閉症啓発デーのメインイベントを開催した。また同年には自閉症支援団体Autism Speaksにより世界各地のランドマークを青くライトアップするイベント「ライト・イット・アップ・ブルー」が開始された。青は自閉症の人の心を落ち着かせる色であるとされている。また、一部の図書館では、自閉症を含む発達障害に対する関心を喚起するため、発達障害に関する図書の特集展示を行っている。
「自閉症啓発デー」や「自閉症啓発月間」という呼称はエイブリズムにつながるとして、自閉者の権利運動の立場から批判されることも多い。Autistic Self Advocacy Network などの当事者団体は「自閉受容デー」（Autism Acceptance day）という呼称への変更を呼びかけている。自閉を知ってもらうだけでなく、自閉に対する偏見をなくすという意味合いを込めたものである。